# Ejército artiguista
El Ejército Artiguista fue un conjunto de tropas dirigidas por el caudillo federal de la Banda Oriental y gobernador de la Provincia Oriental, José Gervasio Artigas. Dicho ejército tuvo que luchar contra múltiples enemigos, siendo los primeros los realistas españoles, luego los Unitarios de Buenos Aires, y después los imperialistas luso-brasileños.
Las fuerzas artiguistas estaban constituidas por elementos de caballería, infantería y artillería.

## Composición de las tropas

### La caballería
La caballería fue el arma principal dentro de los ejércitos de Artigas, y ello se justifica plenamente por:
- La abundancia de caballos y los hábitos ecuestres de la población oriental lo que facilitaba su reclutamiento.
- La aptitud de la caballería para la guerra de movimiento que encara Artigas, pues el caballo permitía rápidos desplazamientos y agresivas cargas
- La posibilidad de empeñarse en grandes frentes.

La caballería se organizaba en escuadrones cuyo efectivo oscilaba entre 100 a 200 jinetes y estaba formada en dos filas.
Las unidades tácticas más que de un número preciso de hombres, se componían de los jinetes que un caudillo podía movilizar en su pago.
En la Batalla de Las Piedras la caballería llega a los 3/5 del efectivo, siendo en algunas otras circunstancias de aun mayor proporción.
Su armamento, preferentemente consistía en armas blancas, en especial lanzas y sables. Estas eran, por otra parte, las únicas que podían improvisarse o fabricarse a poco costo en la Banda Oriental.
La caballería antes de la batalla se empleaba en misiones de reconocimiento, seguridad e informe. Para cumplir tales misiones se destacaban partidas cortas (las que actuaban próximas) y partidas largas, (las que daban la seguridad y el informe lejano).
Durante la batalla la caballería encuadraba ambos flancos de la infantería y se utilizaba para
- prolongar el frente
- cargar al enemigo cuando atacaba a la infantería, o cuando esta empezaba a ceder terreno
- tentar el envolvimiento o el ataque de flanco del enemigo.

Después de la batalla, la caballería se empleaba en las persecuciones. Las cargas de caballería eran directas y a la carrera.
El caballo como elemento de movilidad tenía una importancia principal, dado que los extensos teatros de operaciones carecían de vías de comunicación, y lo reducido de los efectivos aconsejaba su multiplicación por el movimiento. 
También se utilizaba el caballo como elemento de choque, sobre todo contra la infantería al descubierto. Esta forma de empleo fue fructífera frente a las tropas heterogéneas, mal armadas o mal instruidas, tales como las que podrían ser las tropas porteñas, pero fracasaba contra los cuadros regulares de los invasores portugueses.
El acumular caballadas a fin de asegurar el relevo de los equinos fatigados o agotados, constituyó una preocupación permanente de Artigas pues solo así se podía mantener su capacidad operativa.
La caballería además de ser fácil de reclutar, era fácil de armar, dado que hacía un empleo intensivo de las armas blancas (lanzas, cuchillos, sables, etc.), únicas capaces de fabricarse fácilmente en la provincia.
Las condiciones de empleo de la caballería se adaptaban perfectamente a la idiosincrasia de los pueblos indígenas, (que prescindieron del empleo de otras armas que no fueran las propias y primitivas), pero constituyeron valientes cuerpos auxiliares en las fuerzas artiguistas, principalmente, durante su resistencia contra los portugueses.
Los éxitos iniciales de la caballería gaucha se justificaban por la imprecisión de las armas de fuego, su poca velocidad de tiro y el escaso uso de la artillería. Fracasa en cambio contra el fuego graneado de las disciplinadas tropas portuguesas.
Eran también elementos de caballería los que proveían chasques que aseguraban las comunicaciones en una forma muy eficaz. Cumpliendo su papel con una gran rapidez y seguridad, a la hora de entregar los oficios de un general a otro.

### La infantería
La infantería integraba en escasa proporción los ejércitos artiguistas. Sus condiciones de empleo eran similares a las preconizadas por la escuela militar española y se fundaba principalmente en la adopción de compactas formaciones en cuadro. Se organizaba en campañas de unos 150 hombres. Su armamento estaba constituido por fusil de chispa (al que se le agregaba la bayoneta triangular), el machete, un correaje con cinturón y dos correas cruzadas desde el hombro, con dos cartucheras de 50 cartuchos. El fusil tenía una precisión muy limitada y su alcance eficaz no superaba los 200 metros.
Su poca velocidad de tiro (unos dos disparos por minuto) menguaba aún más sus posibilidades.
Como los fusiles escaseaban, muchos elementos disponían de armas más antiguas y menos eficaces, tales como las tercerolas, trabucos y aun boleadoras, sables y lanzas, etc.
La infantería normamlmente formaba en dos o tres líneas o escalones, lo que se justificaba plenamente por la lentitud en las operaciones de cargar fusil, la primera línea se colocaba en tiradores, sobre ella se iban fundiendo las demás hasta llegar al cuerpo a cuerpo, con las tropas enemigas
La segunda línea con misión de sostén, a unos 150 o 200 metros a retaguardia, apoyaba a la primera y llenaba los vacíos que se producían en ella.
La escasez de armamentos, efectivos y disciplina, o el deseo de obtener sorpresa, los llevó muchas veces al empleo de la emboscada y la guerrilla.

### La artillería
La artillería en el ejército artiguista era muy débil debido a la falta de materiales, para refaccionar las piezas de artillería como también para las dificultades en reclutar a un personal apto para manejar las piezas de artillería.
Las escasas piezas en servicio fueron incautadas al enemigo o retiradas de las fortificaciones españolas. Dichas piezas eran de hierro o bronce, de avant-carga y de 8 o 12 libras. Su alcance oscilaba según el calibre entre 1.200 y 1.800 metros, y contaban con una reducida precisión y velocidad de tiro.
Los cañones se montaban en cureñas con ruedas o se transportaban sobre carretas, siendo en ambos casos difícil su transporte por falta de caminos y la abundancia de los cursos de agua y bosques.
Conspiraba con un mayor empleo de artillería, la falta de pólvora y artificios. A pesar de que Artigas se preocupó porque se instalara una fábrica de pólvora en Misiones, siempre escaseó ese material.

### Regimientos más Destacados

#### Los Blandengues
El núcleo más selecto de las fuerzas artiguistas lo constituía el Regimiento de Blandengues tanto por su disciplina, como por su instrucción y armamento. Los Blandengues eran generalmente comandados por el General José Artigas y estaban constituidos con ocho compañías de cien hombres cada una.
Dicha unidad se organizó sobre la base de los desertores que abandonaron las filas españolas y se reunieron junto a Artigas, tales como Ramón Fernández y Afil, Pedro Pablo Romano, Ramón Pérez y Francisco Mancilla.
Los blandengues sufrieron frecuentes deserciones por efecto de las intrigas de Manuel de Sarratea, Alvear, etc. lo que impidió completar su efectivo.

#### Regimiento de Libertos
El Cuerpo de Libertos se componía de esclavos entregados por cada dueño proporcionadamente a sus disponibilidades, contaba con una compañía de granaderos en la que hizo sus primeras armas el después General Ignacio Oribe. El cuerpo completo era comandados por Rufino Bauzá, que fue el encargado de organizarlo en agosto de 1816.

#### Los Dragones de la Libertad
En el ejército de José Artigas existía el cuerpo de Dragones de la Libertad, que comandaba Fernando Otorgués y que según un testimonio de la época, eran “ de espantoso renombre y osadía”. 

#### Regimiento de Cívicos
El Cuerpo de Cívicos se componía de 6 Compañías, una de ellas de Granaderos y otra de cazadores. Esta unidad estaba a órdenes directas del Cabildo de Montevideo, siendo su jefe el Sargento Mayor Manuel Campos Silva, figurando entre los Oficiales más distinguidos de la sociedad.
El efectivo total de la unidad, incluyendo la plana Mayor era de 31 oficiales, 25 Sargentos, 33 Cabos, 3 tamborileros y 380 soldados.

## Armamento
El armamento de las tropas artiguistas al principio de la Revolución Oriental, estaba compuesto generalmente por lanzas, chuzas, desjarretadores, sables y cuchillos o facones. Esto se debía principalmente al predominante elemento civil en la composición del Ejército Artiguista en sus comienzos. Como dijo el propio Artigas a principios de la Revolución en 1811:

No eran los paisanos sueltos, los solos que se movían; vecinos establecidos, poseedores de buena suerte y de todas las comodidades eran los que se convertían repentinamente en soldados.

El 2 de abril de 1811, por ejemplo, Miguel Estanislao Soler, enviado a Mercedes para contrarrestar los ataques realistas, indicaba:

Quedo arreglando 800 hombres, que tengo reunidos: y de ellos 300 y más con carabinas y fusiles, algunos otros con pistolas y sables.

Eso muestra que inicialmente menos de un 40% de los soldados artiguistas tenían armas de fuego.[cita requerida]
Esta situación de escasez de armas de fuego pareció ser una constante durante toda la duración del Ejército Artiguista entre 1811 y 1820. 
En 1818, cuando el Ejército Artiguista se encontraba en plena lucha contra su enemigo luso-brasileño. Rivera que le solicitaba fusiles debido a la escasez de armas de fuego en el frente Sur de la Banda Oriental, Artigas le contesta:

Remito a usted las lanzas que tengo hechas; armas de chispa no tengo mas; pero las lanzas que le remito obraran mejor con nuestra gente.

### Fusiles, trabucos y pistolas  en el ejército Artiguista
A pesar de esto, el Ejército Artiguista, contó con algunos fusiles

#### Fusil de chispa modelo 1783
Como se ha nombrado antes, debido a la escasez de fusiles imperants en sus filas, Artigas para remediar esta situación  se hizo valer de un Convenio de Libre Comercio que había firmado con el Imperio Británico y para ese mismo año, 1818, adquirió 1.000 fusiles de avant-carga Modelo 1773.

##### Características
Fusil de avancarga: calibre 17,5 mm; longitud del arma: 1,47 m. Sistema de Chispa. Disparaba una bala de plomo esférica, de 27 g, a 450 m/s, impulsada por pólvora negra. Su alcance máximo era de 250 m, aunque el útil no pasaba de 100 m. La cadencia de tiro, con personal muy ejercitado, era de 2 disparos/min.
El arma era muy imprecisa: 2 de cada 3 veces se erraba a un blanco del tamaño de una casa de 2 pisos.
El general Artigas intentó normalizar los fusiles de chispa del Ejército mediante la adquisición de 1.000 fusiles Tower de origen inglés, pero sus esfuerzos fueron vanos por falta de recursos.

#### Trabuco naranjero
Los trabucos naranjeros, de fabricación belga en su mayoría. Generalmente fueron utilizados durante todo el transcurso de la Revolución Oriental 1811-1820, al ser un arma que la poseían un gran número de civiles.
Su nombre de “Naranjero” generalmente se dice que se debe a que la culata de dicho trabuco estaba construida de madera de naranjo, sumamente resistente.
Sus características eran:
Se trata de un arma de gran calibre y boca ancha, cargada con metralla de recortes de metal. Su disparo a quemarropa era equivalente al de un pequeño cañón.
Era muy apreciada por las tropas orientales y según indica el historiador Romeo Zina Fernández: 

La lanza y el trabuco naranjero constituían la dotación ocasional de algunas milicias montadas, ya sea porque se careciese de las otras armas regulares, carabinas, espadas y pistolas.

#### Pistola modelo 1815
Las Pistolas generalmente las llevaban los hombres del Regimiento de los Dragones de la Libertad y también los Blandengues llevaban 2 o 1 consigo. 

##### Características
Pistola modelo 1815: calibre 17,2 mm, longitud del arma, 270 mm, Sistema de Chispa. El arma era bastante pesada (1,7 kg) y su alcance muy corto, pero podía llevarse fácilmente al cinto o en pistoleras a los lados de la montura.

## Campamento del Ayuí
En la revista de tropas en el campamento del Ayuí realizada el 25 de febrero de 1812 para homenajear el enviado de la Junta del Paraguay capitán Francisco Bartolomé Laguardia, el ejército al mando de Artigas estaba compuesto por:
- 1° División de Infantería: 550 hombres del Regimiento de Blandengues de la Frontera de Montevideo
- 2° División de Infantería: 600 hombres de los regimientos de Maldonado y de Minas
- 3° División de Infantería: 500 hombres de los regimientos de Canelones y de Colonia
- 1° División de Caballería: 535 hombres del Regimiento de Porongos
- Voluntarios misioneros: 600 hombres
- Real Cuerpo de Artillería: 150 hombres con 6 cañones
- Auxiliares charrúas y minuanes: 450 hombres